# Micropeplus fulvus
Micropeplus fulvus är en skalbaggsart som beskrevs av Wilhelm Ferdinand Erichson 1840. Micropeplus fulvus ingår i släktet Micropeplus, och familjen kortvingar. Enligt den finländska rödlistan är arten sårbar i Finland. Arten är reproducerande i Sverige. Artens livsmiljö är parker, gårdsplaner och trädgårdar.